# いさざ会館
いさざ会館（いさざかいかん）は、京都府舞鶴市引土にある文化交流施設。神戸市出身の元美術講師、浦岡雄介が、空き物件であった旧真名井町内会の集会所（旧マナイ会館）に用務員として住み込み、開設・運営している私設の施設である。本項目では、いさざ会館でおこなわれている、『まいづるご近所大学』についても記述する。

## 概要
いさざ会館は、2015年（平成27年）4月12日に開設された。
用務員が元美術講師であったこともあり、いさざ会館をアート活動と地域活動の拠点として様々なイベントを行っている。会館の名称になっている「いさざ」は高野川を遡る魚、イサザにちなんでいる。

## 運営
開館日は月曜日・火曜日・土曜日・日曜日。レンタルスペースとしても利用可能である。

### 用務員
- 浦岡雄介

神戸市出身。2009年（平成21年）から舞鶴市内の中学校で美術講師を務め、特別支援学級を担当するも、地域をつなぐ活動への思いから、2015年（平成27年）3月退職し、いさざ会館を自ら開設した。2016年（平成28年）に開催された西舞鶴国際アートフェスティバル2016では、実行委員会の委員長を務めた。活動は地元舞鶴だけにとどまらず、2019年（平成31年）には、松山市のまちづくりスクール「松山ブンカ・ラボ」にスピーカーとして登壇するなど全国各地へと広がっている。

## まいづるご近所大学
まいづるご近所大学（まいづるごきんじょだいがく）は、いさざ会館の企画である。学長はいさざ会館用務員の浦岡が務める。様々な肩書を持つ舞鶴市内外の一般人が教授となり、多彩なワークショップを催している。また、ネットを通じてこの取り組みを知った有志により、東京都や広島県でも企画されるなど広がりを見せている。
現在開設されている講座は以下の通り。
- 流木アート教室
- 公共交通学部　鉄道科
- 国際観光科
- 舞鶴空き地学会
- ご近所大学絵本科
- ご近所芸術学
- 自由律俳句入門講座
- 舞鶴の夜を撮る

## 開催されているイベント
- いさざマーケット

年2回（春・秋）開催のフリーマーケットと手づくり市。
- いさざ会館文化祭

まいづるご近所大学の講座を中心とした文化祭。2018年は2018年10月20日-2018年10月21日に開催された。
4月には周年イベントを開催している
。

## 過去に開催されたイベント
- 西舞鶴国際アートフェスティバル2016（2016年9月18日-2016年9月25日）[16]

いさざ会館用務員の浦岡が実行委員長を務めた。

## 交通アクセス
- 最寄り駅：JR西日本・京都丹後鉄道西舞鶴駅 徒歩7分[17]。